# Víctor Blasco
Víctor Blasco Llorens (n. Barcelona, 1 de julio de 1994), más conocido como Víctor Blasco, es un futbolista español que juega en la demarcación de delantero para el Angkor Tiger FC de la Liga C de Camboya.

## Trayectoria
Nacido en Barcelona, Cataluña, Blasco que puede alternar las posiciones de extremo y delantero es un jugador formado en las categorías inferiores del FC Barcelona, Unió Esportiva Cornellà y RCD Mallorca, hasta que en 2014 ingresa en la Universidad de la Isla de Vancouver en Canadá, donde jugaría al fútbol universitario con los VIU Mariners.
En 2014, lideró el PACWEST con 12 goles en 13 partidos y fue nombrado novato del año y jugador del año del PACWEST 2014 con los VIU Mariners.
El 25 de marzo de 2015, Blasco firmó un contrato profesional con el Whitecaps FC 2 de la MLS Next Pro. Hizo su debut profesional el 29 de marzo de 2015, en una derrota por 4-0 ante Seattle Sounders FC 2. 
El 19 de abril de 2016, Blasco quedó libre de su contrato y regresó a los VIU Mariners de la Pacific Coast Soccer League.
En 2018, firma por el CCB LFC United de la Vancouver Metro Soccer League.
El 7 de febrero de 2019, firma por el Pacific Football Club de la Canadian Premier League. En 25 partidos, Blasco anotó seis goles y tres asistencias en la que fue la primera temporada en la historia de la liga. Pacific Football Club terminó quinto en la temporada de primavera y cuarto en la temporada de otoño, sin clasificarse para la final.
En 2021, logra el título de la Canadian Premier League con el Pacific Football Club. 
El 16 de diciembre de 2021, Blasco fichó por el Club Deportivo y Social Vida de la Liga Nacional de Honduras.
El 10 de junio de 2022, firma por el Svay Rieng FC de la Liga C de Camboya.
El 4 de enero de 2023, regresa a España y se enrola en el Club Fútbol Cubelles de la Segunda Catalana.
El 12 de junio de 2023, firma por el Angkor Tiger FC de la Liga C de Camboya.

## Clubes
| Club                         | País     | Año             |
| ---------------------------- | -------- | --------------- |
| VIU Mariners                 | Canadá   | 2014-2015       |
| Whitecaps FC 2               | Canadá   | 2015-2016       |
| VIU Mariners                 | Canadá   | 2016-2017       |
| CCB LFC United               | Canadá   | 2018-2019       |
| Pacific Football Club        | Canadá   | 2019-2021       |
| Club Deportivo y Social Vida | Honduras | 2021-2022       |
| Svay Rieng FC                | Camboya  | 2022            |
| Club Fútbol Cubelles         | España   | 2023            |
| Angkor Tiger FC              | Camboya  | 2023-Actualidad |